# 100 meter för damer i friidrott vid olympiska sommarspelen 2000
100 meter för damer vid olympiska sommarspelen 2000 i Sydney avgjordes 22-23 september. 

## Medaljörer
| Gren      | Guld         | Guld                   | Silver                    | Silver | Brons                 | Brons |
| 100 meter | Ingen utsedd |                        | Ekaterini Thanou Grekland | 11,12  | Merlene Ottey Jamaica | 11,19 |
| 100 meter | Ingen utsedd | Tayna Lawrence Jamaica | 11,18                     |        | Merlene Ottey Jamaica | 11,19 |

## Resultat
- Q innebär avancemang utifrån placering i heatet.
- q innebär avancemang utifrån total placering.
- DNS innebär att personen inte startade.
- DNF innebär att personen inte fullföljde.
- DQ innebär diskvalificering.
- NR innebär nationellt rekord.
- OR innebär olympiskt rekord.
- WR innebär världsrekord.
- WJR innebär världsrekord för juniorer
- AR innebär världsdelsrekord (area record)
- PB innebär personligt rekord.
- SB innebär säsongsbästa.

### Försöksheat

#### Omgång 1
| Heat 1 av 10 Datum: Fredagen den 22 september 2000 | Heat 1 av 10 Datum: Fredagen den 22 september 2000 | Heat 1 av 10 Datum: Fredagen den 22 september 2000 | Heat 1 av 10 Datum: Fredagen den 22 september 2000 | Heat 1 av 10 Datum: Fredagen den 22 september 2000 | Heat 1 av 10 Datum: Fredagen den 22 september 2000 | Heat 1 av 10 Datum: Fredagen den 22 september 2000 | Heat 1 av 10 Datum: Fredagen den 22 september 2000 | Heat 1 av 10 Datum: Fredagen den 22 september 2000 |
| Placering                                          | Placering                                          | Idrottare                                          | Nation                                             | Bana                                               | Reaktion                                           | Tid                                                | Kval.                                              | Rekord                                             |
| Heat                                               | Totalt                                             | Idrottare                                          | Nation                                             | Bana                                               | Reaktion                                           | Tid                                                | Kval.                                              | Rekord                                             |
| -------------------------------------------------- | -------------------------------------------------- | -------------------------------------------------- | -------------------------------------------------- | -------------------------------------------------- | -------------------------------------------------- | -------------------------------------------------- | -------------------------------------------------- | -------------------------------------------------- |
| 1                                                  | 6T                                                 | Sevatheda Fynes                                    | Bahamas                                            | 6                                                  | 0,164                                              | 11,18                                              | Q                                                  |                                                    |
| 2                                                  | 9T                                                 | Leonie Mani                                        | Kamerun                                            | 5                                                  | 0,152                                              | 11,24                                              | Q                                                  |                                                    |
| 3                                                  | 25                                                 | Valma Bass                                         | Saint Kitts och Nevis                              | 4                                                  | 0,174                                              | 11,45                                              | Q                                                  |                                                    |
| 4                                                  | 30T                                                | Karin Mayr                                         | Österrike                                          | 3                                                  | 0,166                                              | 11,50                                              |                                                    |                                                    |
| 5                                                  | 32T                                                | Joice Maduaka                                      | Storbritannien                                     | 1                                                  | 0,230                                              | 11,51                                              |                                                    |                                                    |
| 6                                                  | 53T                                                | Martha Adusei                                      | Kanada                                             | 7                                                  | 0,254                                              | 11,82                                              |                                                    |                                                    |
| 7                                                  | 75                                                 | Mari Paz Mosana Motanga                            | Ekvatorialguinea                                   | 2                                                  | 0,281                                              | 12,91                                              |                                                    |                                                    |
| 8                                                  | 78                                                 | Ismenia Frederico                                  | Kap Verde                                          | 8                                                  | 0,190                                              | 12,99                                              |                                                    |                                                    |

| Heat 2 av 10 Datum: Fredagen den 22 september 2000 | Heat 2 av 10 Datum: Fredagen den 22 september 2000 | Heat 2 av 10 Datum: Fredagen den 22 september 2000 | Heat 2 av 10 Datum: Fredagen den 22 september 2000 | Heat 2 av 10 Datum: Fredagen den 22 september 2000 | Heat 2 av 10 Datum: Fredagen den 22 september 2000 | Heat 2 av 10 Datum: Fredagen den 22 september 2000 | Heat 2 av 10 Datum: Fredagen den 22 september 2000 | Heat 2 av 10 Datum: Fredagen den 22 september 2000 |
| Placering                                          | Placering                                          | Idrottare                                          | Nation                                             | Bana                                               | Reaktion                                           | Tid                                                | Kval.                                              | Rekord                                             |
| Heat                                               | Totalt                                             | Idrottare                                          | Nation                                             | Bana                                               | Reaktion                                           | Tid                                                | Kval.                                              | Rekord                                             |
| -------------------------------------------------- | -------------------------------------------------- | -------------------------------------------------- | -------------------------------------------------- | -------------------------------------------------- | -------------------------------------------------- | -------------------------------------------------- | -------------------------------------------------- | -------------------------------------------------- |
| 1                                                  | 23T                                                | Christine Arron                                    | Frankrike                                          | 8                                                  | 0,261                                              | 11,42                                              | Q                                                  |                                                    |
| 2                                                  | 28T                                                | Ljubov Perepelova                                  | Uzbekistan                                         | 1                                                  | 0.256                                              | 11.48                                              | Q                                                  |                                                    |
| 3                                                  | 38                                                 | Sarah Reilly                                       | Irland                                             | 2                                                  | 0.181                                              | 11.56                                              | Q                                                  |                                                    |
| 4                                                  | 40                                                 | Natasha Laren Mayers                               | Saint Vincent och Grenadinerna                     | 6                                                  | 0,215                                              | 11,61                                              |                                                    |                                                    |
| 5                                                  | 46T                                                | Aminata Diouf                                      | Senegal                                            | 3                                                  | 0,234                                              | 11,65                                              |                                                    |                                                    |
| 6                                                  | 55                                                 | Fana Ashby                                         | Trinidad och Tobago                                | 7                                                  | 0.243                                              | 11.85                                              |                                                    |                                                    |
| 7                                                  | 70                                                 | Peoria Koshiba                                     | Palau                                              | 4                                                  | 0.239                                              | 12.66                                              |                                                    | NR                                                 |
| 8                                                  | 79                                                 | Jenny Keni                                         | Salomonöarna                                       | 5                                                  | 0.275                                              | 13.01                                              |                                                    |                                                    |

| Heat 3 av 10 Datum: Fredagen den 22 september 2000 | Heat 3 av 10 Datum: Fredagen den 22 september 2000 | Heat 3 av 10 Datum: Fredagen den 22 september 2000 | Heat 3 av 10 Datum: Fredagen den 22 september 2000 | Heat 3 av 10 Datum: Fredagen den 22 september 2000 | Heat 3 av 10 Datum: Fredagen den 22 september 2000 | Heat 3 av 10 Datum: Fredagen den 22 september 2000 | Heat 3 av 10 Datum: Fredagen den 22 september 2000 | Heat 3 av 10 Datum: Fredagen den 22 september 2000 |
| Placering                                          | Placering                                          | Idrottare                                          | Nation                                             | Bana                                               | Reaktion                                           | Tid                                                | Kval.                                              | Rekord                                             |
| Heat                                               | Totalt                                             | Idrottare                                          | Nation                                             | Bana                                               | Reaktion                                           | Tid                                                | Kval.                                              | Rekord                                             |
| -------------------------------------------------- | -------------------------------------------------- | -------------------------------------------------- | -------------------------------------------------- | -------------------------------------------------- | -------------------------------------------------- | -------------------------------------------------- | -------------------------------------------------- | -------------------------------------------------- |
| 1                                                  | 12                                                 | Zjanna Pintusevitj-Block                           | Ukraina                                            | 1                                                  | 0,215                                              | 11,27                                              | Q                                                  |                                                    |
| 2                                                  | 18T                                                | Beverly McDonald                                   | Jamaica                                            | 8                                                  | 0,181                                              | 11,36                                              | Q                                                  |                                                    |
| 3                                                  | 39                                                 | Joan Uduak Ekah                                    | Nigeria                                            | 3                                                  | 0,173                                              | 11,60                                              | Q                                                  |                                                    |
| 4                                                  | 51                                                 | Ayanna Hutchinson                                  | Trinidad och Tobago                                | 7                                                  | 0.248                                              | 11.78                                              |                                                    |                                                    |
| 5                                                  | 59                                                 | Lerma Elmira Bulauitan                             | Filippinerna                                       | 6                                                  | 0.261                                              | 12.08                                              |                                                    |                                                    |
| 6                                                  | 60                                                 | Vukosava Djapic                                    | FR Jugoslavien                                     | 2                                                  | 0.183                                              | 12.12                                              |                                                    |                                                    |
| 7                                                  | 64                                                 | Emma Wade                                          | Belize                                             | 5                                                  | 0.164                                              | 12.25                                              |                                                    | PB                                                 |
| 8                                                  | 76                                                 | Luz Marina Geerman                                 | Aruba                                              | 4                                                  | 0.242                                              | 12.96                                              |                                                    |                                                    |

| Heat 4 av 10 Datum: Fredagen den 22 september 2000 | Heat 4 av 10 Datum: Fredagen den 22 september 2000 | Heat 4 av 10 Datum: Fredagen den 22 september 2000 | Heat 4 av 10 Datum: Fredagen den 22 september 2000 | Heat 4 av 10 Datum: Fredagen den 22 september 2000 | Heat 4 av 10 Datum: Fredagen den 22 september 2000 | Heat 4 av 10 Datum: Fredagen den 22 september 2000 | Heat 4 av 10 Datum: Fredagen den 22 september 2000 | Heat 4 av 10 Datum: Fredagen den 22 september 2000 |
| Placering                                          | Placering                                          | Idrottare                                          | Nation                                             | Bana                                               | Reaktion                                           | Tid                                                | Kval.                                              | Rekord                                             |
| Heat                                               | Totalt                                             | Idrottare                                          | Nation                                             | Bana                                               | Reaktion                                           | Tid                                                | Kval.                                              | Rekord                                             |
| -------------------------------------------------- | -------------------------------------------------- | -------------------------------------------------- | -------------------------------------------------- | -------------------------------------------------- | -------------------------------------------------- | -------------------------------------------------- | -------------------------------------------------- | -------------------------------------------------- |
| 1                                                  | 5                                                  | Susanthika Jayasinghe                              | Sri Lanka                                          | 5                                                  | 0,206                                              | 11,15                                              | Q                                                  |                                                    |
| 2                                                  | 12                                                 | Anzjela Kravtjenko                                 | Ukraina                                            | 6                                                  | 0.234                                              | 11.35                                              | Q                                                  |                                                    |
| 3                                                  | 18T                                                | Mary Onyali-Omagbemi                               | Nigeria                                            | 1                                                  | 0.192                                              | 11.36                                              | Q                                                  |                                                    |
| 4                                                  | 23T                                                | Lauren Hewitt                                      | Australien                                         | 8                                                  | 0.202                                              | 11.42                                              | q                                                  |                                                    |
| 5                                                  | 43T                                                | Mireille Donders                                   | Schweiz                                            | 3                                                  | 0.169                                              | 11.63                                              |                                                    |                                                    |
| 6                                                  | 49                                                 | Heidi Hannula                                      | Finland                                            | 4                                                  | 0.228                                              | 11.68                                              |                                                    |                                                    |
| 7                                                  | 77                                                 | Lina Bejjani                                       | Libanon                                            | 4                                                  |                                                    | 12.98                                              |                                                    |                                                    |
| 8                                                  | 81T                                                | Regina Shotaro                                     | Mikronesiska federationen                          | 2                                                  | 0.272                                              | 13.69                                              |                                                    |                                                    |

| Heat 5 av 10 Datum: Fredagen den 22 september 2000 | Heat 5 av 10 Datum: Fredagen den 22 september 2000 | Heat 5 av 10 Datum: Fredagen den 22 september 2000 | Heat 5 av 10 Datum: Fredagen den 22 september 2000 | Heat 5 av 10 Datum: Fredagen den 22 september 2000 | Heat 5 av 10 Datum: Fredagen den 22 september 2000 | Heat 5 av 10 Datum: Fredagen den 22 september 2000 | Heat 5 av 10 Datum: Fredagen den 22 september 2000 | Heat 5 av 10 Datum: Fredagen den 22 september 2000 |
| Placering                                          | Placering                                          | Idrottare                                          | Nation                                             | Bana                                               | Reaktion                                           | Tid                                                | Kval.                                              | Rekord                                             |
| Heat                                               | Totalt                                             | Idrottare                                          | Nation                                             | Bana                                               | Reaktion                                           | Tid                                                | Kval.                                              | Rekord                                             |
| -------------------------------------------------- | -------------------------------------------------- | -------------------------------------------------- | -------------------------------------------------- | -------------------------------------------------- | -------------------------------------------------- | -------------------------------------------------- | -------------------------------------------------- | -------------------------------------------------- |
| 1                                                  | 2T                                                 | Ekaterini Thanou                                   | Grekland                                           | 6                                                  | 0,155                                              | 11,10                                              | Q                                                  |                                                    |
| 2                                                  | 21T                                                | Irina Pucha                                        | Ukraina                                            | 8                                                  | 0.154                                              | 11.41                                              | Q                                                  |                                                    |
| 3                                                  | 30T                                                | Hanitriniaina Rakotondrabe                         | Madagaskar                                         | 2                                                  | 0.190                                              | 11.50                                              | Q                                                  |                                                    |
| 4                                                  | 41T                                                | Heather Samuel                                     | Antigua och Barbuda                                | 4                                                  | 0.169                                              | 11.62                                              |                                                    |                                                    |
| 5                                                  | 50                                                 | Viktoria Kovireva                                  | Kazakstan                                          | 5                                                  | 0.225                                              | 11.72                                              |                                                    |                                                    |
| 6                                                  | 56                                                 | Agnė Visockaitė                                    | Litauen                                            | 3                                                  | 0.277                                              | 11.87                                              |                                                    |                                                    |
| 7                                                  | 71                                                 | Devi Maya Paneru                                   | Nepal                                              | 7                                                  | 0.170                                              | 12.74                                              |                                                    |                                                    |
| 8                                                  | 72                                                 | Foujia Huda                                        | Bangladesh                                         | 9                                                  | 0.214                                              | 12.75                                              |                                                    |                                                    |
| 9                                                  | 73                                                 | M'Mah Toure                                        | Guinea                                             | 1                                                  | 0.259                                              | 12.82                                              |                                                    |                                                    |

| Heat 6 av 10 Datum: Fredagen den 22 september 2000 | Heat 6 av 10 Datum: Fredagen den 22 september 2000 | Heat 6 av 10 Datum: Fredagen den 22 september 2000 | Heat 6 av 10 Datum: Fredagen den 22 september 2000 | Heat 6 av 10 Datum: Fredagen den 22 september 2000 | Heat 6 av 10 Datum: Fredagen den 22 september 2000 | Heat 6 av 10 Datum: Fredagen den 22 september 2000 | Heat 6 av 10 Datum: Fredagen den 22 september 2000 | Heat 6 av 10 Datum: Fredagen den 22 september 2000 |
| Placering                                          | Placering                                          | Idrottare                                          | Nation                                             | Bana                                               | Reaktion                                           | Tid                                                | Kval.                                              | Rekord                                             |
| Heat                                               | Totalt                                             | Idrottare                                          | Nation                                             | Bana                                               | Reaktion                                           | Tid                                                | Kval.                                              | Rekord                                             |
| -------------------------------------------------- | -------------------------------------------------- | -------------------------------------------------- | -------------------------------------------------- | -------------------------------------------------- | -------------------------------------------------- | -------------------------------------------------- | -------------------------------------------------- | -------------------------------------------------- |
| 1                                                  | 8                                                  | Marion Jones                                       | USA                                                | 5                                                  | 0,165                                              | 11,20                                              | Q                                                  |                                                    |
| 2                                                  | 26T                                                | Sandra Citte                                       | Frankrike                                          | 7                                                  | 0.182                                              | 11.47                                              | Q                                                  |                                                    |
| 3                                                  | 28T                                                | Monica Afia Twum                                   | Ghana                                              | 4                                                  | 0.172                                              | 11.48                                              | Q                                                  |                                                    |
| 4                                                  | 32T                                                | Marina Trandenkova                                 | Ryssland                                           | 3                                                  | 0.178                                              | 11.51                                              |                                                    |                                                    |
| 5                                                  | 36T                                                | Shani Anderson                                     | Storbritannien                                     | 1                                                  | 0.190                                              | 11.55                                              |                                                    |                                                    |
| 6                                                  | 61T                                                | Ekundayo Williams                                  | Sierra Leone                                       | 6                                                  | 0.256                                              | 12.19                                              |                                                    |                                                    |
| 7                                                  | 65                                                 | Laure Kuetey                                       | Benin                                              | 8                                                  | 0.201                                              | 12.40                                              |                                                    |                                                    |
| 8                                                  | 69                                                 | Suzanne Spiteri                                    | Malta                                              | 2                                                  | 0.207                                              | 12.57                                              |                                                    |                                                    |
| 9                                                  | 74                                                 | Shamha Ahmed                                       | Maldiverna                                         | 9                                                  |                                                    | 12.87                                              |                                                    |                                                    |

| Heat 7 av 10 Datum: Fredagen den 22 september 2000 | Heat 7 av 10 Datum: Fredagen den 22 september 2000 | Heat 7 av 10 Datum: Fredagen den 22 september 2000 | Heat 7 av 10 Datum: Fredagen den 22 september 2000 | Heat 7 av 10 Datum: Fredagen den 22 september 2000 | Heat 7 av 10 Datum: Fredagen den 22 september 2000 | Heat 7 av 10 Datum: Fredagen den 22 september 2000 | Heat 7 av 10 Datum: Fredagen den 22 september 2000 | Heat 7 av 10 Datum: Fredagen den 22 september 2000 |
| Placering                                          | Placering                                          | Idrottare                                          | Nation                                             | Bana                                               | Reaktion                                           | Tid                                                | Kval.                                              | Rekord                                             |
| Heat                                               | Totalt                                             | Idrottare                                          | Nation                                             | Bana                                               | Reaktion                                           | Tid                                                | Kval.                                              | Rekord                                             |
| -------------------------------------------------- | -------------------------------------------------- | -------------------------------------------------- | -------------------------------------------------- | -------------------------------------------------- | -------------------------------------------------- | -------------------------------------------------- | -------------------------------------------------- | -------------------------------------------------- |
| 1                                                  | 14                                                 | Chandra Sturrup                                    | Bahamas                                            | 1                                                  | 0,180                                              | 11,31                                              | Q                                                  |                                                    |
| 2                                                  | 21T                                                | Mercy Nku                                          | Nigeria                                            | 3                                                  | 0.196                                              | 11.41                                              | Q                                                  |                                                    |
| 3                                                  | 35                                                 | Natalja Ignatova                                   | Ryssland                                           | 8                                                  | 0.187                                              | 11.54                                              | Q                                                  |                                                    |
| 4                                                  | 41T                                                | Marcia Richardson                                  | Storbritannien                                     | 5                                                  | 0.201                                              | 11.62                                              |                                                    |                                                    |
| 5                                                  | 46T                                                | Paraskevi Patoulidou                               | Grekland                                           | 6                                                  | 0.216                                              | 11.65                                              |                                                    |                                                    |
| 6                                                  | 58                                                 | Joanne Houareau                                    | Seychellerna                                       | 4                                                  | 0.261                                              | 12.01                                              |                                                    |                                                    |
| 7                                                  | 66                                                 | Akonga Nsimbo                                      | Kongo-Kinshasa                                     | 2                                                  | 0.234                                              | 12.51                                              |                                                    | NR                                                 |
| 8                                                  | 67T                                                | Tamara Sjanidze                                    | Georgien                                           | 9                                                  | 0.273                                              | 12.56                                              |                                                    |                                                    |
| 9                                                  | 81T                                                | Fatou Dieng                                        | Mauretanien                                        | 7                                                  | 0.201                                              | 13.69                                              |                                                    |                                                    |

| Heat 8 av 10 Datum: Fredagen den 22 september 2000 | Heat 8 av 10 Datum: Fredagen den 22 september 2000 | Heat 8 av 10 Datum: Fredagen den 22 september 2000 | Heat 8 av 10 Datum: Fredagen den 22 september 2000 | Heat 8 av 10 Datum: Fredagen den 22 september 2000 | Heat 8 av 10 Datum: Fredagen den 22 september 2000 | Heat 8 av 10 Datum: Fredagen den 22 september 2000 | Heat 8 av 10 Datum: Fredagen den 22 september 2000 | Heat 8 av 10 Datum: Fredagen den 22 september 2000 |
| Placering                                          | Placering                                          | Idrottare                                          | Nation                                             | Bana                                               | Reaktion                                           | Tid                                                | Kval.                                              | Rekord                                             |
| Heat                                               | Totalt                                             | Idrottare                                          | Nation                                             | Bana                                               | Reaktion                                           | Tid                                                | Kval.                                              | Rekord                                             |
| -------------------------------------------------- | -------------------------------------------------- | -------------------------------------------------- | -------------------------------------------------- | -------------------------------------------------- | -------------------------------------------------- | -------------------------------------------------- | -------------------------------------------------- | -------------------------------------------------- |
| 1                                                  | 2T                                                 | Debbie Ferguson                                    | Bahamas                                            | 7                                                  | 0,190                                              | 11,10                                              | Q                                                  |                                                    |
| 2                                                  | 11                                                 | Li Xuemei                                          | Kina                                               | 4                                                  | 0.185                                              | 11.25                                              | Q                                                  | SB                                                 |
| 3                                                  | 15T                                                | Torri Edwards                                      | USA                                                | 5                                                  | 0.159                                              | 11.34                                              | Q                                                  |                                                    |
| 4                                                  | 20                                                 | Cydonie Mothersill                                 | Caymanöarna                                        | 2                                                  | 0.226                                              | 11.38                                              | q                                                  |                                                    |
| 5                                                  | 45                                                 | Ameerah Bello                                      | Amerikanska Jungfruöarna                           | 1                                                  | 0.245                                              | 11.64                                              |                                                    |                                                    |
| 6                                                  | 52                                                 | Grace Dinkins                                      | Liberia                                            | 3                                                  | 0.174                                              | 11.79                                              |                                                    |                                                    |
| 7                                                  | 61T                                                | Anais Oyembo                                       | Gabon                                              | 8                                                  | 0.158                                              | 12.19                                              |                                                    | SB                                                 |
| 8                                                  | 83                                                 | Mariam Mohamed Hadi Al Hilli                       | Bahrain                                            | 6                                                  |                                                    | 13.98                                              |                                                    | SB                                                 |

| Heat 9 av 10 Datum: Fredagen den 22 september 2000 | Heat 9 av 10 Datum: Fredagen den 22 september 2000 | Heat 9 av 10 Datum: Fredagen den 22 september 2000 | Heat 9 av 10 Datum: Fredagen den 22 september 2000 | Heat 9 av 10 Datum: Fredagen den 22 september 2000 | Heat 9 av 10 Datum: Fredagen den 22 september 2000 | Heat 9 av 10 Datum: Fredagen den 22 september 2000 | Heat 9 av 10 Datum: Fredagen den 22 september 2000 | Heat 9 av 10 Datum: Fredagen den 22 september 2000 |
| Placering                                          | Placering                                          | Idrottare                                          | Nation                                             | Bana                                               | Reaktion                                           | Tid                                                | Kval.                                              | Rekord                                             |
| Heat                                               | Totalt                                             | Idrottare                                          | Nation                                             | Bana                                               | Reaktion                                           | Tid                                                | Kval.                                              | Rekord                                             |
| -------------------------------------------------- | -------------------------------------------------- | -------------------------------------------------- | -------------------------------------------------- | -------------------------------------------------- | -------------------------------------------------- | -------------------------------------------------- | -------------------------------------------------- | -------------------------------------------------- |
| 1                                                  | 9T                                                 | Merlene Ottey                                      | Jamaica                                            | 3                                                  | 0,235                                              | 11,24                                              | Q                                                  |                                                    |
| 2                                                  | 13                                                 | Petja Pendareva                                    | Bulgarien                                          | 4                                                  | 0.198                                              | 11.30                                              | Q                                                  |                                                    |
| 3                                                  | 15T                                                | Melinda Gainsford-Taylor                           | Australien                                         | 6                                                  | 0.191                                              | 11.34                                              | Q                                                  |                                                    |
| 4                                                  | 26T                                                | Natalja Voronova                                   | Ryssland                                           | 7                                                  | 0.188                                              | 11.47                                              |                                                    |                                                    |
| 5                                                  | 34                                                 | Louise Ayetotche                                   | Elfenbenskusten                                    | 5                                                  | 0.267                                              | 11.52                                              |                                                    |                                                    |
| 6                                                  | 57                                                 | Irene Truitje Joseph                               | Indonesien                                         | 8                                                  | 0.233                                              | 11.93                                              |                                                    |                                                    |
| 7                                                  | 63                                                 | Chen Shu-chuan                                     | Kinesiska Taipei                                   | 1                                                  | 0.241                                              | 12.22                                              |                                                    |                                                    |
| 8                                                  | 67T                                                | Sarah Tonde                                        | Burkina Faso                                       | 2                                                  | 0.216                                              | 12.56                                              |                                                    |                                                    |
| 9                                                  | 80                                                 | Sandjema Batouli                                   | Komorerna                                          | 9                                                  | 0.253                                              | 13.58                                              |                                                    |                                                    |

| Heat 10 av 10 Datum: Fredagen den 22 september 2000 | Heat 10 av 10 Datum: Fredagen den 22 september 2000 | Heat 10 av 10 Datum: Fredagen den 22 september 2000 | Heat 10 av 10 Datum: Fredagen den 22 september 2000 | Heat 10 av 10 Datum: Fredagen den 22 september 2000 | Heat 10 av 10 Datum: Fredagen den 22 september 2000 | Heat 10 av 10 Datum: Fredagen den 22 september 2000 | Heat 10 av 10 Datum: Fredagen den 22 september 2000 | Heat 10 av 10 Datum: Fredagen den 22 september 2000 |
| Placering                                           | Placering                                           | Idrottare                                           | Nation                                              | Bana                                                | Reaktion                                            | Tid                                                 | Kval.                                               | Rekord                                              |
| Heat                                                | Totalt                                              | Idrottare                                           | Nation                                              | Bana                                                | Reaktion                                            | Tid                                                 | Kval.                                               | Rekord                                              |
| --------------------------------------------------- | --------------------------------------------------- | --------------------------------------------------- | --------------------------------------------------- | --------------------------------------------------- | --------------------------------------------------- | --------------------------------------------------- | --------------------------------------------------- | --------------------------------------------------- |
| 1                                                   | 1                                                   | Chryste Gaines                                      | USA                                                 | 3                                                   | 0,208                                               | 11,06                                               | Q                                                   |                                                     |
| 2                                                   | 4                                                   | Tayna Lawrence                                      | Jamaica                                             | 8                                                   | 0.165                                               | 11.14                                               | Q                                                   |                                                     |
| 3                                                   | 6T                                                  | Vida Nsiah                                          | Ghana                                               | 5                                                   | 0.217                                               | 11.18                                               | Q                                                   | NR                                                  |
| 4                                                   | 36                                                  | Esi Benyarku                                        | Kanada                                              | 6                                                   | 0.185                                               | 11.55                                               |                                                     |                                                     |
| 5                                                   | 43T                                                 | Zeng Xiujun                                         | Kina                                                | 4                                                   | 0.284                                               | 11.63                                               |                                                     |                                                     |
| 6                                                   | 46T                                                 | Kadiatou Camara                                     | Mali                                                | 1                                                   | 0.249                                               | 11.65                                               |                                                     | NR                                                  |
| 7                                                   | 53T                                                 | Joanne Durant                                       | Barbados                                            | 7                                                   | 0.242                                               | 11.82                                               |                                                     |                                                     |
| 8                                                   | 84                                                  | Chan Than Ouk                                       | Kambodja                                            | 2                                                   |                                                     | 14.13                                               |                                                     |                                                     |

##### Totala resultat omgång 1
| Omgång 1 Totala resultat | Omgång 1 Totala resultat     | Omgång 1 Totala resultat       | Omgång 1 Totala resultat | Omgång 1 Totala resultat | Omgång 1 Totala resultat | Omgång 1 Totala resultat | Omgång 1 Totala resultat | Omgång 1 Totala resultat |
| Placering                | Idrottare                    | Nation                         | Heat                     | Bana                     | Placering                | Tid                      | Kval.                    | Rekord                   |
| ------------------------ | ---------------------------- | ------------------------------ | ------------------------ | ------------------------ | ------------------------ | ------------------------ | ------------------------ | ------------------------ |
| 1                        | Chryste Gaines               | USA                            | 10                       | 3                        | 1                        | 11,06                    | Q                        |                          |
| 2                        | Debbie Ferguson              | Bahamas                        | 8                        | 7                        | 1                        | 11.10                    | Q                        |                          |
| 2                        | Ekaterini Thanou             | Grekland                       | 5                        | 6                        | 1                        | 11.10                    | Q                        |                          |
| 4                        | Tayna Lawrence               | Jamaica                        | 10                       | 8                        | 2                        | 11.14                    | Q                        |                          |
| 5                        | Susanthika Jayasinghe        | Sri Lanka                      | 4                        | 5                        | 1                        | 11.15                    | Q                        |                          |
| 6                        | Sevatheda Fynes              | Bahamas                        | 1                        | 6                        | 1                        | 11.18                    | Q                        |                          |
| 6                        | Vida Nsiah                   | Ghana                          | 10                       | 5                        | 3                        | 11.18                    | Q                        | NR                       |
| 8                        | Marion Jones                 | USA                            | 6                        | 5                        | 1                        | 11.20                    | Q                        |                          |
| 9                        | Leonie Mani                  | Kamerun                        | 1                        | 5                        | 2                        | 11.24                    | Q                        |                          |
| 9                        | Merlene Ottey                | Jamaica                        | 9                        | 3                        | 1                        | 11.24                    | Q                        |                          |
| 11                       | Li Xuemei                    | Kina                           | 8                        | 4                        | 2                        | 11.25                    | Q                        | SB                       |
| 12                       | Zjanna Pintusevitj-Block     | Ukraina                        | 3                        | 1                        | 1                        | 11.27                    | Q                        |                          |
| 13                       | Petja Pendareva              | Bulgarien                      | 9                        | 4                        | 2                        | 11.30                    | Q                        |                          |
| 14                       | Chandra Sturrup              | Bahamas                        | 7                        | 1                        | 1                        | 11.31                    | Q                        |                          |
| 15                       | Torri Edwards                | USA                            | 8                        | 5                        | 3                        | 11.34                    | Q                        |                          |
| 15                       | Melinda Gainsford-Taylor     | Australien                     | 9                        | 6                        | 3                        | 11.34                    | Q                        |                          |
| 17                       | Anzjela Kravtjenko           | Ukraina                        | 4                        | 6                        | 2                        | 11.35                    | Q                        |                          |
| 18                       | Beverly McDonald             | Jamaica                        | 3                        | 8                        | 2                        | 11.36                    | Q                        |                          |
| 18                       | Mary Onyali-Omagbemi         | Nigeria                        | 4                        | 1                        | 3                        | 11.36                    | Q                        |                          |
| 20                       | Cydonie Mothersill           | Caymanöarna                    | 8                        | 2                        | 4                        | 11.38                    | q                        |                          |
| 21                       | Mercy Nku                    | Nigeria                        | 7                        | 3                        | 2                        | 11.41                    | Q                        |                          |
| 21                       | Irina Pucha                  | Ukraina                        | 5                        | 8                        | 2                        | 11.41                    | Q                        |                          |
| 23                       | Christine Arron              | Frankrike                      | 2                        | 8                        | 1                        | 11.42                    | Q                        |                          |
| 23                       | Lauren Hewitt                | Australien                     | 4                        | 8                        | 4                        | 11.42                    | q                        |                          |
| 25                       | Valma Bass                   | Saint Kitts och Nevis          | 1                        | 4                        | 3                        | 11.45                    | Q                        |                          |
| 26                       | Sandra Citte                 | Frankrike                      | 6                        | 7                        | 2                        | 11.47                    | Q                        |                          |
| 26                       | Natalja Voronova             | Ryssland                       | 9                        | 7                        | 4                        | 11.47                    |                          |                          |
| 28                       | Ljubov Perepelova            | Uzbekistan                     | 2                        | 1                        | 2                        | 11.48                    | Q                        |                          |
| 28                       | Monica Afia Twum             | Ghana                          | 6                        | 4                        | 3                        | 11.48                    | Q                        |                          |
| 30                       | Hanitriniaina Rakotondrabe   | Madagaskar                     | 5                        | 2                        | 3                        | 11.50                    | Q                        |                          |
| 30                       | Karin Mayr                   | Österrike                      | 1                        | 3                        | 4                        | 11.50                    |                          |                          |
| 32                       | Joice Maduaka                | Storbritannien                 | 1                        | 1                        | 5                        | 11.51                    |                          |                          |
| 32                       | Marina Trandenkova           | Ryssland                       | 6                        | 3                        | 4                        | 11.51                    |                          |                          |
| 34                       | Louise Ayetotche             | Elfenbenskusten                | 9                        | 5                        | 5                        | 11.52                    |                          |                          |
| 35                       | Natalja Ignatova             | Ryssland                       | 7                        | 8                        | 3                        | 11.54                    | Q                        |                          |
| 36                       | Shani Anderson               | Storbritannien                 | 6                        | 1                        | 5                        | 11.55                    |                          |                          |
| 36                       | Esi Benyarku                 | Kanada                         | 10                       | 6                        | 4                        | 11.55                    |                          |                          |
| 38                       | Sarah Reilly                 | Irland                         | 2                        | 2                        | 3                        | 11.56                    | Q                        |                          |
| 39                       | Joan Uduak Ekah              | Nigeria                        | 3                        | 3                        | 3                        | 11.60                    | Q                        |                          |
| 40                       | Natasha Laren Mayers         | Saint Vincent och Grenadinerna | 2                        | 6                        | 4                        | 11.61                    |                          |                          |
| 41                       | Marcia Richardson            | Storbritannien                 | 2                        | 5                        | 4                        | 11.62                    |                          |                          |
| 41                       | Heather Samuel               | Antigua och Barbuda            | 5                        | 4                        | 4                        | 11.62                    |                          |                          |
| 43                       | Mireille Donders             | Schweiz                        | 4                        | 3                        | 5                        | 11.63                    |                          |                          |
| 43                       | Zeng Xiujun                  | Kina                           | 10                       | 4                        | 5                        | 11.63                    |                          |                          |
| 45                       | Ameerah Bello                | Amerikanska Jungfruöarna       | 8                        | 1                        | 5                        | 11.64                    |                          |                          |
| 46                       | Kadiatou Camara              | Mali                           | 10                       | 1                        | 6                        | 11.65                    |                          | NR                       |
| 46                       | Aminata Diouf                | Senegal                        | 2                        | 3                        | 5                        | 11.65                    |                          |                          |
| 46                       | Paraskevi Patoulidou         | Grekland                       | 7                        | 6                        | 5                        | 11.65                    |                          |                          |
| 49                       | Heidi Hannula                | Finland                        | 4                        | 4                        | 6                        | 11.68                    |                          |                          |
| 50                       | Viktoria Kovireva            | Kazakstan                      | 5                        | 5                        | 5                        | 11.72                    |                          |                          |
| 51                       | Ayanna Hutchinson            | Trinidad och Tobago            | 3                        | 7                        | 4                        | 11.78                    |                          |                          |
| 52                       | Grace Dinkins                | Liberia                        | 8                        | 3                        | 6                        | 11.79                    |                          |                          |
| 53                       | Martha Adusei                | Kanada                         | 1                        | 7                        | 6                        | 11.82                    |                          |                          |
| 53                       | Joanne Durant                | Barbados                       | 10                       | 7                        | 7                        | 11.82                    |                          |                          |
| 55                       | Fana Ashby                   | Trinidad och Tobago            | 2                        | 7                        | 6                        | 11.85                    |                          |                          |
| 56                       | Agnė Visockaitė              | Litauen                        | 5                        | 3                        | 6                        | 11.87                    |                          |                          |
| 57                       | Irene Truitje Joseph         | Indonesien                     | 9                        | 8                        | 6                        | 11.93                    |                          |                          |
| 58                       | Joanne Houareau              | Seychellerna                   | 7                        | 4                        | 6                        | 12.01                    |                          |                          |
| 59                       | Lerma Elmira Bulauitan       | Filippinerna                   | 3                        | 6                        | 5                        | 12.08                    |                          |                          |
| 60                       | Vukosava Djapic              | FR Jugoslavien                 | 3                        | 2                        | 6                        | 12.12                    |                          |                          |
| 61                       | Anais Oyembo                 | Gabon                          | 8                        | 8                        | 7                        | 12.19                    |                          | SB                       |
| 61                       | Ekundayo Williams            | Sierra Leone                   | 6                        | 6                        | 6                        | 12.19                    |                          |                          |
| 63                       | Chen Shu-chuan               | Kinesiska Taipei               | 9                        | 1                        | 7                        | 12.22                    |                          |                          |
| 64                       | Emma Wade                    | Belize                         | 3                        | 5                        | 7                        | 12.25                    |                          | PB                       |
| 65                       | Laure Kuetey                 | Benin                          | 6                        | 8                        | 7                        | 12.40                    |                          |                          |
| 66                       | Akonga Nsimbo                | Kongo-Kinshasa                 | 7                        | 2                        | 7                        | 12.51                    |                          | NR                       |
| 67                       | Tamara Sjanidze              | Georgien                       | 7                        | 9                        | 8                        | 12.56                    |                          |                          |
| 67                       | Sarah Tonde                  | Burkina Faso                   | 9                        | 2                        | 8                        | 12.56                    |                          |                          |
| 69                       | Suzanne Spiteri              | Malta                          | 6                        | 2                        | 8                        | 12.57                    |                          |                          |
| 70                       | Peoria Koshiba               | Palau                          | 2                        | 4                        | 7                        | 12.66                    |                          | NR                       |
| 71                       | Devi Maya Paneru             | Nepal                          | 5                        | 7                        | 7                        | 12.74                    |                          |                          |
| 72                       | Foujia Huda                  | Bangladesh                     | 5                        | 9                        | 8                        | 12.75                    |                          |                          |
| 73                       | M'Mah Toure                  | Guinea                         | 6                        | 1                        | 9                        | 12.82                    |                          |                          |
| 74                       | Shamha Ahmed                 | Maldiverna                     | 6                        | 9                        | 9                        | 12.87                    |                          |                          |
| 75                       | Mari Paz Mosana Motanga      | Ekvatorialguinea               | 1                        | 2                        | 7                        | 12.91                    |                          |                          |
| 76                       | Luz Marina Geerman           | Aruba                          | 3                        | 4                        | 8                        | 12.96                    |                          |                          |
| 77                       | Lina Bejjani                 | Libanon                        | 4                        | 7                        | 7                        | 12.98                    |                          |                          |
| 78                       | Ismenia Frederico            | Kap Verde                      | 1                        | 8                        | 8                        | 12.99                    |                          |                          |
| 79                       | Jenny Keni                   | Salomonöarna                   | 2                        | 5                        | 8                        | 13.01                    |                          |                          |
| 80                       | Sandjema Batouli             | Komorerna                      | 9                        | 9                        | 9                        | 13.58                    |                          |                          |
| 81                       | Fatou Dieng                  | Mauretanien                    | 7                        | 7                        | 9                        | 13.69                    |                          |                          |
| 81                       | Regina Shotaro               | Mikronesiska federationen      | 4                        | 2                        | 8                        | 13.69                    |                          |                          |
| 83                       | Mariam Mohamed Hadi Al Hilli | Bahrain                        | 8                        | 6                        | 8                        | 13.98                    |                          | SB                       |
| 84                       | Chan Than Ouk                | Kambodja                       | 10                       | 2                        | 8                        | 14.13                    |                          |                          |

#### Omgång 2
| Heat 1 av 4 Datum: Fredagen den 22 september 2000 | Heat 1 av 4 Datum: Fredagen den 22 september 2000 | Heat 1 av 4 Datum: Fredagen den 22 september 2000 | Heat 1 av 4 Datum: Fredagen den 22 september 2000 | Heat 1 av 4 Datum: Fredagen den 22 september 2000 | Heat 1 av 4 Datum: Fredagen den 22 september 2000 | Heat 1 av 4 Datum: Fredagen den 22 september 2000 | Heat 1 av 4 Datum: Fredagen den 22 september 2000 | Heat 1 av 4 Datum: Fredagen den 22 september 2000 |
| Placering                                         | Placering                                         | Idrottare                                         | Nation                                            | Bana                                              | Reaktion                                          | Tid                                               | Kval.                                             | Rekord                                            |
| Heat                                              | Totalt                                            | Idrottare                                         | Nation                                            | Bana                                              | Reaktion                                          | Tid                                               | Kval.                                             | Rekord                                            |
| ------------------------------------------------- | ------------------------------------------------- | ------------------------------------------------- | ------------------------------------------------- | ------------------------------------------------- | ------------------------------------------------- | ------------------------------------------------- | ------------------------------------------------- | ------------------------------------------------- |
| 1                                                 | 3T                                                | Merlene Ottey                                     | Jamaica                                           | 4                                                 | 0,203                                             | 11,08                                             | Q                                                 |                                                   |
| 2                                                 | 7                                                 | Debbie Ferguson                                   | Bahamas                                           | 5                                                 | 0.192                                             | 11.18                                             | Q                                                 |                                                   |
| 3                                                 | 14T                                               | Mercy Nku                                         | Nigeria                                           | 2                                                 | 0.172                                             | 11.26                                             | Q                                                 |                                                   |
| 4                                                 | 14T                                               | Christine Arron                                   | Frankrike                                         | 3                                                 | 0.214                                             | 11.26                                             | Q                                                 |                                                   |
| 5                                                 | 17T                                               | Torri Edwards                                     | USA                                               | 7                                                 | 0.168                                             | 11.32                                             |                                                   |                                                   |
| 6                                                 | 17T                                               | Anzjela Kravtjenko                                | Ukraina                                           | 6                                                 | 0.216                                             | 11.32                                             |                                                   |                                                   |
| 7                                                 | 31                                                | Monica Afia Twum                                  | Ghana                                             | 8                                                 | 0.223                                             | 11.70                                             |                                                   |                                                   |
| 8                                                 | 32                                                | Cydonie Mothersill                                | Caymanöarna                                       | 1                                                 | 0.280                                             | 11.81                                             |                                                   |                                                   |

| Heat 2 av 4 Datum: Fredagen den 22 september 2000 | Heat 2 av 4 Datum: Fredagen den 22 september 2000 | Heat 2 av 4 Datum: Fredagen den 22 september 2000 | Heat 2 av 4 Datum: Fredagen den 22 september 2000 | Heat 2 av 4 Datum: Fredagen den 22 september 2000 | Heat 2 av 4 Datum: Fredagen den 22 september 2000 | Heat 2 av 4 Datum: Fredagen den 22 september 2000 | Heat 2 av 4 Datum: Fredagen den 22 september 2000 | Heat 2 av 4 Datum: Fredagen den 22 september 2000 |
| Placering                                         | Placering                                         | Idrottare                                         | Nation                                            | Bana                                              | Reaktion                                          | Tid                                               | Kval.                                             | Rekord                                            |
| Heat                                              | Totalt                                            | Idrottare                                         | Nation                                            | Bana                                              | Reaktion                                          | Tid                                               | Kval.                                             | Rekord                                            |
| ------------------------------------------------- | ------------------------------------------------- | ------------------------------------------------- | ------------------------------------------------- | ------------------------------------------------- | ------------------------------------------------- | ------------------------------------------------- | ------------------------------------------------- | ------------------------------------------------- |
| 1                                                 | 1                                                 | Marion Jones                                      | USA                                               | 3                                                 | 0,215                                             | 10,83                                             | Q                                                 |                                                   |
| 2                                                 | 2                                                 | Ekaterini Thanou                                  | Grekland                                          | 4                                                 | 0.180                                             | 10.99                                             | Q                                                 |                                                   |
| 3                                                 | 6                                                 | Tayna Lawrence                                    | Jamaica                                           | 6                                                 | 0.190                                             | 11.11                                             | Q                                                 |                                                   |
| 4                                                 | 13                                                | Melinda Gainsford-Taylor                          | Australien                                        | 1                                                 | 0.221                                             | 11.24                                             | Q                                                 | SB                                                |
| 5                                                 | 19                                                | Petja Pendareva                                   | Bulgarien                                         | 5                                                 | 0.231                                             | 11.36                                             |                                                   |                                                   |
| 6                                                 | 23                                                | Hanitriniaina Rakotondrabe                        | Madagaskar                                        | 2                                                 | 0.225                                             | 11.51                                             |                                                   |                                                   |
| 7                                                 | 25T                                               | Irina Pucha                                       | Ukraina                                           | 7                                                 | 0.215                                             | 11.54                                             |                                                   |                                                   |
| 8                                                 | 30                                                | Joan Uduak Ekah                                   | Nigeria                                           | 8                                                 | 0.265                                             | 11.67                                             |                                                   |                                                   |

| Heat 3 av 4 Datum: Fredagen den 22 september 2000 | Heat 3 av 4 Datum: Fredagen den 22 september 2000 | Heat 3 av 4 Datum: Fredagen den 22 september 2000 | Heat 3 av 4 Datum: Fredagen den 22 september 2000 | Heat 3 av 4 Datum: Fredagen den 22 september 2000 | Heat 3 av 4 Datum: Fredagen den 22 september 2000 | Heat 3 av 4 Datum: Fredagen den 22 september 2000 | Heat 3 av 4 Datum: Fredagen den 22 september 2000 | Heat 3 av 4 Datum: Fredagen den 22 september 2000 |
| Placering                                         | Placering                                         | Idrottare                                         | Nation                                            | Bana                                              | Reaktion                                          | Tid                                               | Kval.                                             | Rekord                                            |
| Heat                                              | Totalt                                            | Idrottare                                         | Nation                                            | Bana                                              | Reaktion                                          | Tid                                               | Kval.                                             | Rekord                                            |
| ------------------------------------------------- | ------------------------------------------------- | ------------------------------------------------- | ------------------------------------------------- | ------------------------------------------------- | ------------------------------------------------- | ------------------------------------------------- | ------------------------------------------------- | ------------------------------------------------- |
| 1                                                 | 3T                                                | Zjanna Pintusevitj-Block                          | Ukraina                                           | 3                                                 | 0,191                                             | 11,08                                             | Q                                                 |                                                   |
| 2                                                 | 9                                                 | Chryste Gaines                                    | USA                                               | 6                                                 | 0.216                                             | 11.21                                             | Q                                                 |                                                   |
| 3                                                 | 10                                                | Chandra Sturrup                                   | Bahamas                                           | 4                                                 | 0.234                                             | 11.22                                             | Q                                                 |                                                   |
| 4                                                 | 14T                                               | Beverly McDonald                                  | Jamaica                                           | 5                                                 | 0.194                                             | 11.26                                             | Q                                                 |                                                   |
| 5                                                 | 20                                                | Mary Onyali-Omagbemi                              | Nigeria                                           | 7                                                 | 0.222                                             | 11.40                                             |                                                   |                                                   |
| 6                                                 | 25T                                               | Lauren Hewitt                                     | Australien                                        | 1                                                 | 0.196                                             | 11.54                                             |                                                   |                                                   |
| 7                                                 | 28                                                | Valma Bass                                        | Saint Kitts och Nevis                             | 8                                                 | 0.170                                             | 11.60                                             |                                                   |                                                   |
| 8                                                 | 29                                                | Sandra Citte                                      | Frankrike                                         | 2                                                 | 0.253                                             | 11.63                                             |                                                   |                                                   |

| Heat 4 av 4 Datum: Fredagen den 22 september 2000 | Heat 4 av 4 Datum: Fredagen den 22 september 2000 | Heat 4 av 4 Datum: Fredagen den 22 september 2000 | Heat 4 av 4 Datum: Fredagen den 22 september 2000 | Heat 4 av 4 Datum: Fredagen den 22 september 2000 | Heat 4 av 4 Datum: Fredagen den 22 september 2000 | Heat 4 av 4 Datum: Fredagen den 22 september 2000 | Heat 4 av 4 Datum: Fredagen den 22 september 2000 | Heat 4 av 4 Datum: Fredagen den 22 september 2000 |
| Placering                                         | Placering                                         | Idrottare                                         | Nation                                            | Bana                                              | Reaktion                                          | Tid                                               | Kval.                                             | Rekord                                            |
| Heat                                              | Totalt                                            | Idrottare                                         | Nation                                            | Bana                                              | Reaktion                                          | Tid                                               | Kval.                                             | Rekord                                            |
| ------------------------------------------------- | ------------------------------------------------- | ------------------------------------------------- | ------------------------------------------------- | ------------------------------------------------- | ------------------------------------------------- | ------------------------------------------------- | ------------------------------------------------- | ------------------------------------------------- |
| 1                                                 | 5                                                 | Sevatheda Fynes                                   | Bahamas                                           | 4                                                 | 0,175                                             | 11,10                                             | Q                                                 |                                                   |
| 2                                                 | 8                                                 | Vida Nsiah                                        | Ghana                                             | 1                                                 | 0.181                                             | 11.19                                             | Q                                                 |                                                   |
| 3                                                 | 11T                                               | Leonie Mani                                       | Kamerun                                           | 3                                                 | 0.157                                             | 11.23                                             | Q                                                 |                                                   |
| 4                                                 | 11T                                               | Susanthika Jayasinghe                             | Sri Lanka                                         | 5                                                 | 0.226                                             | 11.23                                             | Q                                                 |                                                   |
| 5                                                 | 21                                                | Li Xuemei                                         | Kina                                              | 6                                                 | 0.220                                             | 11.46                                             |                                                   |                                                   |
| 6                                                 | 22                                                | Natalja Ignatova                                  | Ryssland                                          | 8                                                 | 0.198                                             | 11.47                                             |                                                   |                                                   |
| 7                                                 | 24                                                | Sarah Reilly                                      | Irland                                            | 7                                                 | 0.175                                             | 11.53                                             |                                                   |                                                   |
| 8                                                 | 27                                                | Ljubov Perepelova                                 | Uzbekistan                                        | 2                                                 | 0.250                                             | 11.59                                             |                                                   |                                                   |

##### Totala resultat omgång 2
| Omgång 2 Totala resultat | Omgång 2 Totala resultat   | Omgång 2 Totala resultat | Omgång 2 Totala resultat | Omgång 2 Totala resultat | Omgång 2 Totala resultat | Omgång 2 Totala resultat | Omgång 2 Totala resultat | Omgång 2 Totala resultat |
| Placering                | Idrottare                  | Nation                   | Heat                     | Bana                     | Placering                | Tid                      | Kval.                    | Rekord                   |
| ------------------------ | -------------------------- | ------------------------ | ------------------------ | ------------------------ | ------------------------ | ------------------------ | ------------------------ | ------------------------ |
| 1                        | Marion Jones               | USA                      | 2                        | 3                        | 1                        | 10,83                    | Q                        |                          |
| 2                        | Ekaterini Thanou           | Grekland                 | 2                        | 4                        | 2                        | 10.99                    | Q                        |                          |
| 3                        | Merlene Ottey              | Jamaica                  | 1                        | 4                        | 1                        | 11.08                    | Q                        |                          |
| 3                        | Zjanna Pintusevitj-Block   | Ukraina                  | 10                       | 8                        | 2                        | 11.14                    | Q                        |                          |
| 5                        | Sevatheda Fynes            | Bahamas                  | 4                        | 4                        | 1                        | 11.10                    | Q                        |                          |
| 6                        | Tayna Lawrence             | Jamaica                  | 2                        | 6                        | 3                        | 11.11                    | Q                        |                          |
| 7                        | Debbie Ferguson            | Bahamas                  | 1                        | 5                        | 2                        | 11.18                    | Q                        |                          |
| 8                        | Vida Nsiah                 | Ghana                    | 4                        | 1                        | 2                        | 11.19                    | Q                        |                          |
| 9                        | Chryste Gaines             | USA                      | 3                        | 6                        | 2                        | 11.21                    | Q                        |                          |
| 10                       | Chandra Sturrup            | Bahamas                  | 3                        | 4                        | 3                        | 11.22                    | Q                        |                          |
| 11                       | Susanthika Jayasinghe      | Sri Lanka                | 4                        | 5                        | 4                        | 11.23                    | Q                        |                          |
| 11                       | Leonie Mani                | Kamerun                  | 4                        | 3                        | 3                        | 11.23                    | Q                        |                          |
| 13                       | Melinda Gainsford-Taylor   | Australien               | 2                        | 1                        | 4                        | 11.24                    | Q                        | SB                       |
| 14                       | Christine Arron            | Frankrike                | 1                        | 3                        | 4                        | 11.26                    | Q                        |                          |
| 14                       | Beverly McDonald           | Jamaica                  | 3                        | 5                        | 4                        | 11.26                    | Q                        |                          |
| 14                       | Mercy Nku                  | Nigeria                  | 1                        | 2                        | 3                        | 11.26                    | Q                        |                          |
| 17                       | Torri Edwards              | USA                      | 1                        | 7                        | 5                        | 11.32                    |                          |                          |
| 17                       | Anzjela Kravtjenko         | Ukraina                  | 1                        | 6                        | 6                        | 11.32                    |                          |                          |
| 19                       | Petja Pendareva            | Bulgarien                | 2                        | 5                        | 5                        | 11.36                    |                          |                          |
| 20                       | Mary Onyali-Omagbemi       | Nigeria                  | 3                        | 7                        | 5                        | 11.40                    |                          |                          |
| 21                       | Li Xuemei                  | Kina                     | 4                        | 6                        | 5                        | 11.46                    |                          |                          |
| 22                       | Natalja Ignatova           | Ryssland                 | 4                        | 8                        | 6                        | 11.47                    |                          |                          |
| 23                       | Hanitriniaina Rakotondrabe | Madagaskar               | 2                        | 2                        | 6                        | 11.51                    |                          |                          |
| 24                       | Sarah Reilly               | Irland                   | 4                        | 7                        | 7                        | 11.53                    |                          |                          |
| 25                       | Lauren Hewitt              | Australien               | 3                        | 1                        | 6                        | 11.54                    |                          |                          |
| 25                       | Irina Pucha                | Ukraina                  | 2                        | 7                        | 7                        | 11.54                    |                          |                          |
| 27                       | Ljubov Perepelova          | Uzbekistan               | 4                        | 2                        | 8                        | 11.59                    |                          |                          |
| 28                       | Valma Bass                 | Saint Kitts och Nevis    | 3                        | 8                        | 7                        | 11.60                    |                          |                          |
| 29                       | Sandra Citte               | Frankrike                | 3                        | 2                        | 8                        | 11.63                    |                          |                          |
| 30                       | Joan Uduak Ekah            | Nigeria                  | 2                        | 8                        | 8                        | 11.67                    |                          |                          |
| 31                       | Monica Afia Twum           | Ghana                    | 1                        | 8                        | 7                        | 11.70                    |                          |                          |
| 32                       | Cydonie Mothersill         | Caymanöarna              | 1                        | 1                        | 8                        | 11.81                    |                          |                          |

#### Semifinaler
| Heat 1 av 2 Datum: Lördagen den 23 september 2000 | Heat 1 av 2 Datum: Lördagen den 23 september 2000 | Heat 1 av 2 Datum: Lördagen den 23 september 2000 | Heat 1 av 2 Datum: Lördagen den 23 september 2000 | Heat 1 av 2 Datum: Lördagen den 23 september 2000 | Heat 1 av 2 Datum: Lördagen den 23 september 2000 | Heat 1 av 2 Datum: Lördagen den 23 september 2000 | Heat 1 av 2 Datum: Lördagen den 23 september 2000 | Heat 1 av 2 Datum: Lördagen den 23 september 2000 |
| Place                                             | Place                                             | Athlete                                           | Nation                                            | Lane                                              | Reaction                                          | Time                                              | Qual.                                             | Record                                            |
| Heat                                              | Overall                                           | Athlete                                           | Nation                                            | Lane                                              | Reaction                                          | Time                                              | Qual.                                             | Record                                            |
| ------------------------------------------------- | ------------------------------------------------- | ------------------------------------------------- | ------------------------------------------------- | ------------------------------------------------- | ------------------------------------------------- | ------------------------------------------------- | ------------------------------------------------- | ------------------------------------------------- |
| 1                                                 | 5                                                 | Merlene Ottey                                     | Jamaica                                           | 4                                                 | 0,206                                             | 11,22                                             | Q                                                 |                                                   |
| 2                                                 | 7T                                                | Chandra Sturrup                                   | Bahamas                                           | 7                                                 | 0.202                                             | 11.31                                             | Q                                                 |                                                   |
| 3                                                 | 9                                                 | Zjanna Pintusevitj-Block                          | Ukraina                                           | 5                                                 | 0.227                                             | 11.32                                             | Q                                                 |                                                   |
| 4                                                 | 11                                                | Debbie Ferguson                                   | Bahamas                                           | 3                                                 | 0.281                                             | 11.34                                             | Q                                                 |                                                   |
| 5                                                 | 12                                                | Vida Nsiah                                        | Ghana                                             | 6                                                 | 0.173                                             | 11.37                                             |                                                   |                                                   |
| 6                                                 | 13                                                | Leonie Mani                                       | Kamerun                                           | 2                                                 | 0.196                                             | 11.40                                             |                                                   |                                                   |
| 7                                                 | 14                                                | Christine Arron                                   | Frankrike                                         | 8                                                 | 0.253                                             | 11.42                                             |                                                   |                                                   |
| 8                                                 | 15                                                | Melinda Gainsford-Taylor                          | Australien                                        | 1                                                 | 0.210                                             | 11.45                                             |                                                   |                                                   |

| Heat 2 av 2 Datum: Lördagen den 23 september 2000 | Heat 2 av 2 Datum: Lördagen den 23 september 2000 | Heat 2 av 2 Datum: Lördagen den 23 september 2000 | Heat 2 av 2 Datum: Lördagen den 23 september 2000 | Heat 2 av 2 Datum: Lördagen den 23 september 2000 | Heat 2 av 2 Datum: Lördagen den 23 september 2000 | Heat 2 av 2 Datum: Lördagen den 23 september 2000 | Heat 2 av 2 Datum: Lördagen den 23 september 2000 | Heat 2 av 2 Datum: Lördagen den 23 september 2000 |
| Placering                                         | Placering                                         | Idrottare                                         | Nation                                            | Bana                                              | Reaktion                                          | Tid                                               | Kval.                                             | Rekord                                            |
| Heat                                              | Totalt                                            | Idrottare                                         | Nation                                            | Bana                                              | Reaktion                                          | Tid                                               | Kval.                                             | Rekord                                            |
| ------------------------------------------------- | ------------------------------------------------- | ------------------------------------------------- | ------------------------------------------------- | ------------------------------------------------- | ------------------------------------------------- | ------------------------------------------------- | ------------------------------------------------- | ------------------------------------------------- |
| 1                                                 | 1                                                 | Marion Jones                                      | USA                                               | 5                                                 | 0,192                                             | 11,01                                             | Q                                                 |                                                   |
| 2                                                 | 2                                                 | Ekaterini Thanou                                  | Grekland                                          | 3                                                 | 0.205                                             | 11.10                                             | Q                                                 |                                                   |
| 3                                                 | 3                                                 | Tayna Lawrence                                    | Jamaica                                           | 2                                                 | 0.171                                             | 11.12                                             | Q                                                 |                                                   |
| 4                                                 | 4                                                 | Sevatheda Fynes                                   | Bahamas                                           | 6                                                 | 0.172                                             | 11.16                                             | Q                                                 |                                                   |
| 5                                                 | 6                                                 | Chryste Gaines                                    | USA                                               | 4                                                 | 0.201                                             | 11.23                                             |                                                   |                                                   |
| 6                                                 | 7T                                                | Beverly McDonald                                  | Jamaica                                           | 7                                                 | 0.193                                             | 11.31                                             |                                                   |                                                   |
| 7                                                 | 10                                                | Susanthika Jayasinghe                             | Sri Lanka                                         | 1                                                 | 0.188                                             | 11.33                                             |                                                   |                                                   |
| 8                                                 | 16                                                | Mercy Nku                                         | Nigeria                                           | 8                                                 | 0.228                                             | 11.56                                             |                                                   |                                                   |

##### Totala resultat semifinaler
| Semifinaler Totala resultat | Semifinaler Totala resultat | Semifinaler Totala resultat | Semifinaler Totala resultat | Semifinaler Totala resultat | Semifinaler Totala resultat | Semifinaler Totala resultat | Semifinaler Totala resultat | Semifinaler Totala resultat |
| Placering                   | Idrottare                   | Nation                      | Heat                        | Bana                        | Placering                   | Tid                         | Kval.                       | Rekord                      |
| --------------------------- | --------------------------- | --------------------------- | --------------------------- | --------------------------- | --------------------------- | --------------------------- | --------------------------- | --------------------------- |
| 1                           | Marion Jones                | USA                         | 2                           | 5                           | 1                           | 11,01                       | Q                           |                             |
| 2                           | Ekaterini Thanou            | Grekland                    | 2                           | 3                           | 2                           | 11.10                       | Q                           |                             |
| 3                           | Tayna Lawrence              | Jamaica                     | 2                           | 2                           | 3                           | 11.12                       | Q                           |                             |
| 4                           | Sevatheda Fynes             | Bahamas                     | 2                           | 6                           | 4                           | 11.16                       | Q                           |                             |
| 5                           | Merlene Ottey               | Jamaica                     | 1                           | 4                           | 1                           | 11.22                       | Q                           |                             |
| 6                           | Chryste Gaines              | USA                         | 2                           | 4                           | 5                           | 11.23                       |                             |                             |
| 7                           | Chandra Sturrup             | Bahamas                     | 1                           | 7                           | 2                           | 11.31                       | Q                           |                             |
| 7                           | Beverly McDonald            | Jamaica                     | 2                           | 7                           | 6                           | 11.31                       |                             |                             |
| 9                           | Zjanna Pintusevitj-Block    | Ukraina                     | 1                           | 5                           | 3                           | 11.32                       | Q                           |                             |
| 10                          | Susanthika Jayasinghe       | Sri Lanka                   | 2                           | 1                           | 7                           | 11.33                       |                             |                             |
| 11                          | Debbie Ferguson             | Bahamas                     | 1                           | 3                           | 4                           | 11.34                       | Q                           |                             |
| 12                          | Vida Nsiah                  | Ghana                       | 1                           | 6                           | 5                           | 11.37                       |                             |                             |
| 13                          | Leonie Mani                 | Kamerun                     | 1                           | 2                           | 6                           | 11.40                       |                             |                             |
| 14                          | Christine Arron             | Frankrike                   | 1                           | 8                           | 7                           | 11.42                       |                             |                             |
| 15                          | Melinda Gainsford-Taylor    | Australien                  | 1                           | 1                           | 8                           | 11.45                       |                             |                             |
| 16                          | Mercy Nku                   | Nigeria                     | 2                           | 8                           | 8                           | 11.56                       |                             |                             |

### Final
| Heat 1 av 1 Datum: Lördagen den 23 september 2000 | Heat 1 av 1 Datum: Lördagen den 23 september 2000 | Heat 1 av 1 Datum: Lördagen den 23 september 2000 | Heat 1 av 1 Datum: Lördagen den 23 september 2000 | Heat 1 av 1 Datum: Lördagen den 23 september 2000 | Heat 1 av 1 Datum: Lördagen den 23 september 2000 | Heat 1 av 1 Datum: Lördagen den 23 september 2000 | Heat 1 av 1 Datum: Lördagen den 23 september 2000 |
| Placering                                         | Idrottare                                         | Nation                                            | Bana                                              | Reaktion                                          | Tid                                               | Rekord                                            |                                                   |
| ------------------------------------------------- | ------------------------------------------------- | ------------------------------------------------- | ------------------------------------------------- | ------------------------------------------------- | ------------------------------------------------- | ------------------------------------------------- | ------------------------------------------------- |
| DQ                                                | Marion Jones                                      | USA                                               | 5                                                 | 0,189                                             | 10,75                                             | SB                                                |                                                   |
| 1                                                 | Ekaterini Thanou                                  | Grekland                                          | 4                                                 | 0,206                                             | 11,12                                             |                                                   |                                                   |
| 2                                                 | Tayna Lawrence                                    | Jamaica                                           | 1                                                 | 0,163                                             | 11,18                                             |                                                   |                                                   |
| 3                                                 | Merlene Ottey                                     | Jamaica                                           | 3                                                 | 0,179                                             | 11,19                                             |                                                   |                                                   |
| 4                                                 | Zjanna Pintusevitj-Block                          | Ukraina                                           | 7                                                 | 0,223                                             | 11,20                                             |                                                   |                                                   |
| 5                                                 | Chandra Sturrup                                   | Bahamas                                           | 6                                                 | 0,193                                             | 11,21                                             |                                                   |                                                   |
| 6                                                 | Sevatheda Fynes                                   | Bahamas                                           | 8                                                 | 0,253                                             | 11,22                                             |                                                   |                                                   |
| 7                                                 | Debbie Ferguson                                   | Bahamas                                           | 2                                                 | 0,238                                             | 11,29                                             |                                                   |                                                   |